# Rio da Areia (vattendrag i Brasilien, Paraná, lat -26,02, long -51,60)
Rio da Areia är ett vattendrag i Brasilien.   Det ligger i delstaten Paraná, i den södra delen av landet, 1 200 km söder om huvudstaden Brasília.
I omgivningarna runt Rio da Areia växer i huvudsak städsegrön lövskog. Runt Rio da Areia är det glesbefolkat, med 17 invånare per kvadratkilometer.